# 筲箕灣站
筲箕灣站是一個位於香港香港島東區筲箕灣愛秩序灣填海區近東區走廊地底，屬於港鐵港島綫的鐵路車站，於1985年5月31日啟用。

## 車站設計
筲箕灣站是一個2層深的地底車站，大堂層為售票大堂、商店及車站控制室；下層為2個月台、機房及員工設施；上方為東區走廊及峻峰花園；而大堂及月台也有結構為東區走廊及峻峰花園提供支承，而為遷就位於地面彎曲的道路，故此車站站體並是彎曲的。

### 樓層
| G                 | 地面 | 出入口 |   |  |
| -                 | 閣樓 | 行人隧道 |   |  |
| L1                | 大堂 | 客務中心、商店、自助服務、免費Wi-Fi熱點                                                                                       |   |  |
| L2                | \| \| \| 港島綫往柴灣（杏花邨） \| 1 \| \| \| 島式 · 開右邊车门 \| \| \| \| \| \| \| 2 \| 港島綫往堅尼地城（西灣河） \| \| \| | \| \| \| 港島綫往柴灣（杏花邨） \| 1 \| \| \| 島式 · 開右邊车门 \| \| \| \| \| \| \| 2 \| 港島綫往堅尼地城（西灣河） \| \| \| |   |  |
|                   | | 港島綫往柴灣（杏花邨） | 1 |  |
| 島式 · 開右邊车门 | | |   |  |
|                   | 2 | 港島綫往堅尼地城（西灣河） |   |  |

### 大堂
筲箕灣站大堂內的車站商店數目不多，祇有4間商店。此外亦設有自助服務設施。
- 車站大堂（2024年6月）
- 車站商店（2024年6月）

### 月台
筲箕灣站設有一座島式月台，兩個月台均已裝設月台幕門。另外，月台牆身的焗漆板印有由前地鐵公司退休建築師區傑棠書寫的站名書法字。
- 1、2號月台（2024年6月）

### 出入口
筲箕灣站設有9個出入口，其中B、D出口以24小時行人隧道形式橫跨東喜道地底，在車站服務時間以外連接大堂及24小時行人隧道的通道會落下捲閘分隔；另外位於B1出口旁亦設有升降機連接車站大堂；至於A3出口亦曾一度進行翻新工程，而工程包括增建兩部連接地面出入口的扶手電梯等。
|                                                             |            | |      |
| 編號                                                        | 指示       | 建議前往的目的地 | 圖片 |
| 出口 · A · 1 · 盲道标志                                     | 峻峰花園   | 新家園協會香港島服務處、樂群社會服務處、峻峰花園E座、東喜道 |      |
| 出口 · A · 2 · 盲道标志                                     | 峻峰花園   | 港九街坊婦女會丁毓珠幼稚園幼兒園、東匯廣場、樂融軒、香港抗戰與海防博物館、鯉魚門公園、鯉魚門度假村、東華三院方樹泉社會服務大樓、形薈、海天廣場、新家園協會賽馬會港島東服務中心、峻峰花園A–D座、寶文街、慈幼英文中學、筲箕灣賽馬會診所、耀東邨 |      |
| 出口 · A · 3 · 盲道标志 · 扶手电梯标志                      | 峻峰花園   | 筲箕灣巴士總站、愛秩序街、東匯廣場、勵志會梁李秀娛紀念小學、南安街、慈幼學校、筲箕灣賽馬會診所、筲箕灣道、天悅筲箕灣廣場、耀東邨 |      |
| 往筲箕灣東大街                                              |            | |      |
| 出口 · B · 1 · 盲道标志                                     | 阿公岩村道 | 靈實長者日間暨復康中心、新航筲箕灣嬰兒園、明華大廈、香港醫藥援助會牙科診所、聖公會主誕堂幼稚園、筲箕灣官立小學、筲箕灣東大街、筲箕灣崇真學校、城隍廟、香港小童群益會                                                                          |      |
| 出口 · B · 2 · 无障碍通道标志                               | 阿公岩村道 | 阿公岩村道、養和東區醫療中心、香港海防博物館、天后廟、筲箕灣崇真堂、東喜道東、玉皇殿 |      |
| 出口 · B · 3 · 无障碍通道标志                               | 阿公岩村道 | 愛秩序灣綜合服務大樓、愛秩序灣道、愛信道、愛賢街、東喜道西 |      |
| 出口 · C                                                    | 望隆街     | 望隆街、金華街、銀河廣場、郵政局、筲箕灣中心、筲箕灣街市、香港青年協會、筲箕灣電車總站 |      |
| 出口 · D · 1 · 盲道标志 · 无障碍通道标志                    | 愛蝶灣     | 愛秩序灣海濱花園、東區文化廣場、筲箕灣魚類批發市場、香港藝術學院、愛禮街、譚公仙聖廟 |      |
| 出口 · D · 2 · 盲道标志                                     | 愛蝶灣     | 愛蝶灣、愛秩序灣官立小學、明愛綜合家庭服務中心、基灣小學（愛蝶灣）、循道衛理中心-愛秩序灣綜合青少年服務、愛東邨、愛賢街、聖馬可中學、東濤苑、東旭苑                                                                                           |      |
| 註： 設有 \| 設有 \| 設有 \| 設有輪椅升降台 \| 設有扶手電梯 |            | |      |

- A3出口通道（2024年6月）
- B、D出口以24小時行人隧道形式，橫跨東喜道地底（2024年6月）

### 車站藝術
筲箕灣站設有一組車站藝術品，位於車站大堂。
| 筲箕灣站藝術品概覽 | 筲箕灣站藝術品概覽 | 筲箕灣站藝術品概覽 | 筲箕灣站藝術品概覽  | 筲箕灣站藝術品概覽 | 筲箕灣站藝術品概覽 |
| 圖片               | 藝術品             | 藝術家             | 位置                | 完成日期           |                    |
| ------------------ | ------------------ | ------------------ | ------------------- | ------------------ | ------------------ |
|                    | 《橘黃花界》       | 成瑞嫻（美國）     | 車站大堂近A出口位置 | 2013年2月          |                    |

## 歷史

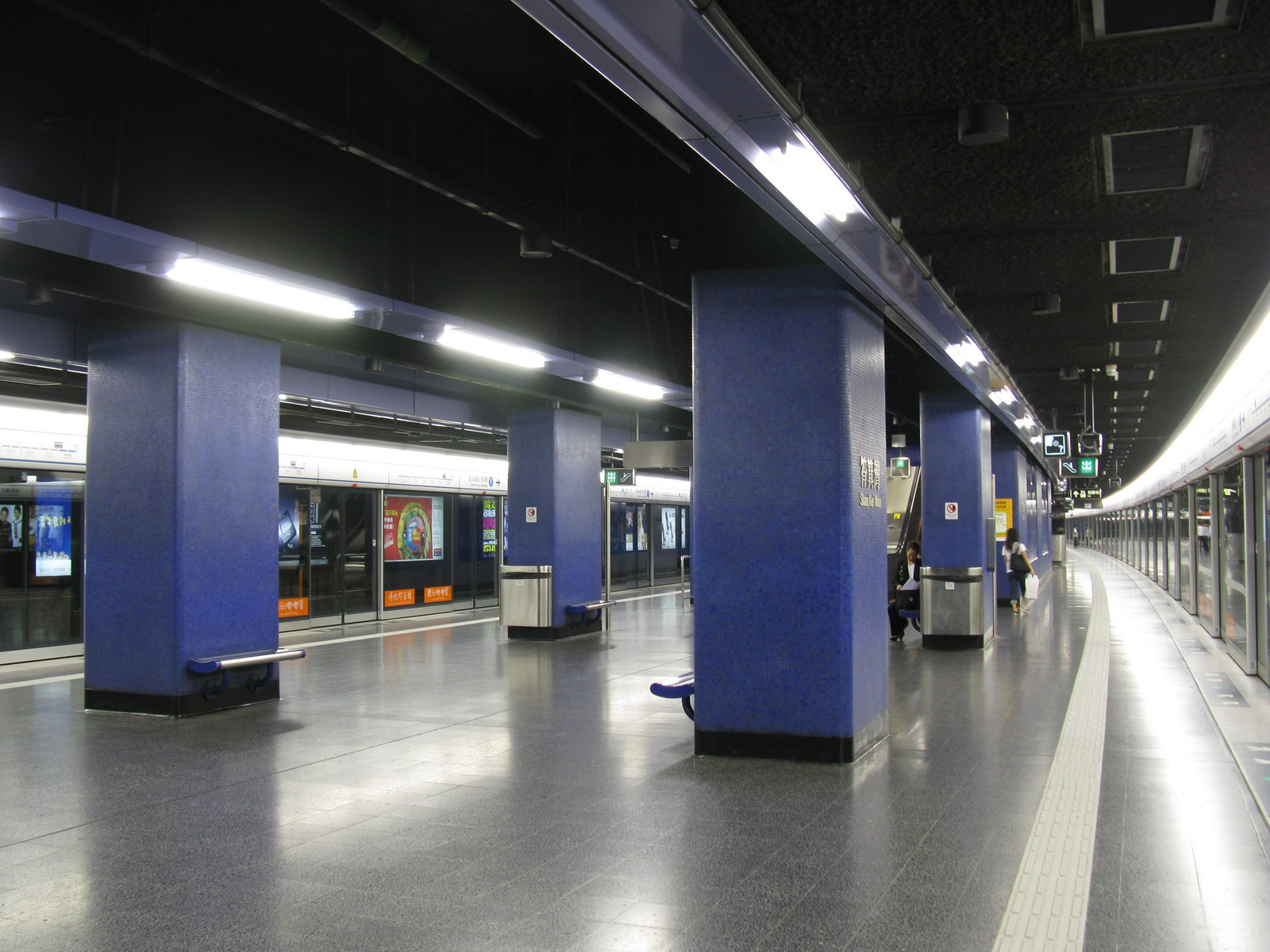
兩鐵合併初期的月台（2008年3月）

筲箕灣站於1985年5月31日隨著港島綫（金鐘－柴灣段）通車而啟用，車站由金門建築負責興建。

### 車站外升降機加建工程
筲箕灣站的B、D出口為連接行人隧道的出入口，但相關行人隧道僅以斜道連接地面，使用上並不方便，故港鐵公司決定於車站B1出口旁增設一部升降機，而相關工程於2014年4月展開，並在2016年完成後於同年12月21日開放予公眾使用。
- 位於B1出口旁的升降機（2020年8月）

### 改建A3出口
A3出口為連接車站外巴士總站的出入口，故使用率亦相當高，而為方便乘客，出入口於2022年4月起暫時關閉及改建，改建工程亦包括增建兩部連接地面出入口的扶手電梯，而改建後的A3出口則已於2024年6月29日重新開放。
- 改建前的A3出口（2020年8月）

### 反修例事件
- 2019年9月30日下午3時許，港鐵指有示威者在筲箕灣站進入一列正在2號月台（往堅尼地城）上落客的列車其駕駛室打開連接緊急出口及軌道的斜道，故柴灣站至太古站列車服務一度暫停近30分鐘[8]。

- 筲箕灣站遭到破壞的售票機

## 外部連結
- 港鐵公司－筲箕灣站街道圖 （页面存档备份，存于）
- 港鐵公司－筲箕灣站位置圖 （页面存档备份，存于）
- 港鐵公司－筲箕灣站列車服務時間 （页面存档备份，存于）